# Hatra
Hatra (Arabo الحضر, al-Ḥaḍr) è un'antica città in rovina del Governatorato di Ninawa, nella regione della Jazira, in Iraq, a 80 km a Sud di Mosul. È oggi chiamata al-Ḥaḍr, e si trova nell'antica provincia persiana di Khvarvaran. La città si trova 290 km a nord-ovest di Baghdad.

## Storia
Hatra venne fondata dalla dinastia seleucide durante il III secolo a.C. Fiorì durante il II e I secolo a.C. come centro commerciale e religioso dell'Impero dei parti. In seguito la città divenne capitale del primo regno Arabo nella catena di città che andavano da Hatra, a nord-est, attraverso Palmira, Baalbek e Petra, a sud-ovest. La regione controllata da Hatra fu il regno di Araba, un regno semi-autonomo ai confini occidentali dell'Impero partico, governato da principi arabi.
Hatra divenne un'importante città fortificata di frontiera che resistette a ripetuti attacchi portati dall'Impero romano, giocando un importante ruolo durante la seconda guerra partica. Respinse l'assedio di Traiano (116/117) e quello di Settimio Severo (197/198). Hatra riuscì a resistere ad un attacco sasanide, del re Ardashir I, nel corso delle sue prime campagne in Mesopotamia contro l'Impero romano del 229, ma cadde definitivamente sotto un secondo assalto sasanide nel 240 e fu rasa al suolo. Di qui passò infine lo sconfitto esercito di Gioviano dopo la firma della disastrosa pace coi Sassanidi nel 363.

## Antiche tradizioni e leggende
Le storie tradizionali della caduta di Hatra parlano di an-Nadira, figlia del re di Araba, che tradì la città consegnandola nelle mani di Ardashir e del figlio e successore, Sapore I. La storia racconta di come Sapore uccise il re sposando an-Nadira, ma in seguito uccise anche lei.
La città guadagnò fama per la sua fusione di pantheon greci, sumeri, assiri, siriani ed arabi, noti in aramaico come Beiṯ Ĕlāhā ("Casa di Dio"). La città contiene templi dedicati a Nergal (mitologia sumera e accadica), Ermes (mitologia greca), Atargatis (siro-arameo), Allat e Shamiyyah (arabo) e Šamaš (il dio sole sumero).
- Hatra è una delle leggendarie dieci città perdute di Tayyab.
- Il sito venne usato per le riprese della scena iniziale del film del 1973 L'esorcista.
- Dal 1987 l'Università di Torino ha intrapreso alcune campagne di scavo nel centro di Hatra volte ad indagare un'abitazione privata, l'edificio A, e le fasi più antiche del grande santuario centrale, il Temenos. Direttrice della missione archeologica italiana è stata la prof.ssa R. Ricciardi Venco.
- Hatra è un patrimonio dell'umanità dell'UNESCO.

## Hatra oggi
Il piano di azione proposto dallo Stato Islamico, il quale ha occupato l'area verso la metà del 2010, è stato motivo di rischio per la città di Hatra. All'inizio del 2015 hanno annunciato la loro intenzione di distruggere molti reperti della città in quanto offenderebbero la loro fede. Dopo la distruzione di Nimrud avvenuta il 5 marzo del 2015 tramite bulldozer, "Hatra sarà sicuramente la prossima" ha profetizzato Abdulamir Hamdani, un archeologo iracheno dalla Stony Brook University. Il 7 marzo 2015 sono state diffuse notizie che l'esercito islamico ha iniziato la distruzione della città. Il 4 aprile vengono distrutte diverse statue appartenenti alla città.
Il 26 aprile 2017 viene diffusa la notizia che l'esercito iracheno ha riconquistato la città.

## Galleria d'immagini

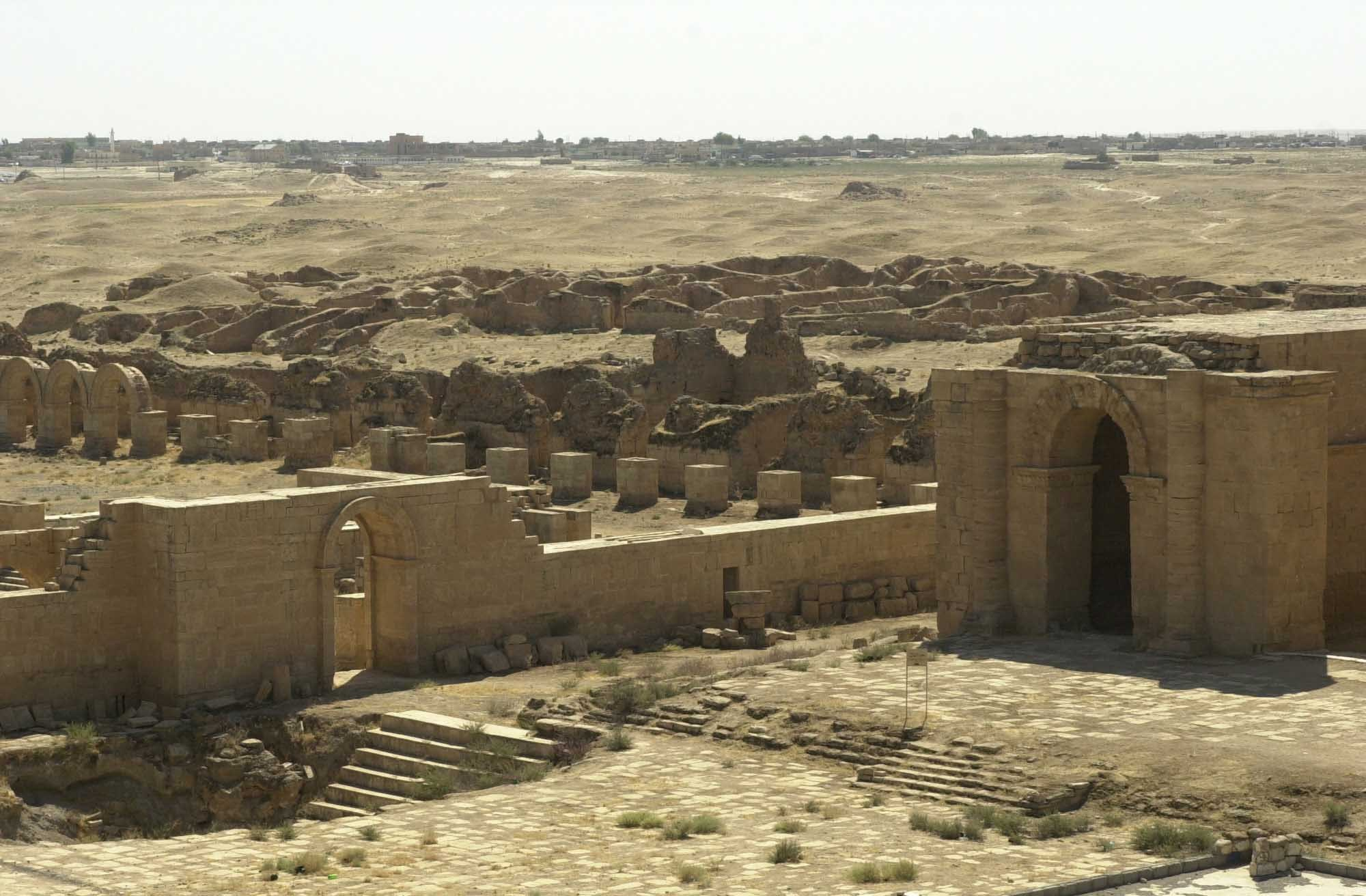
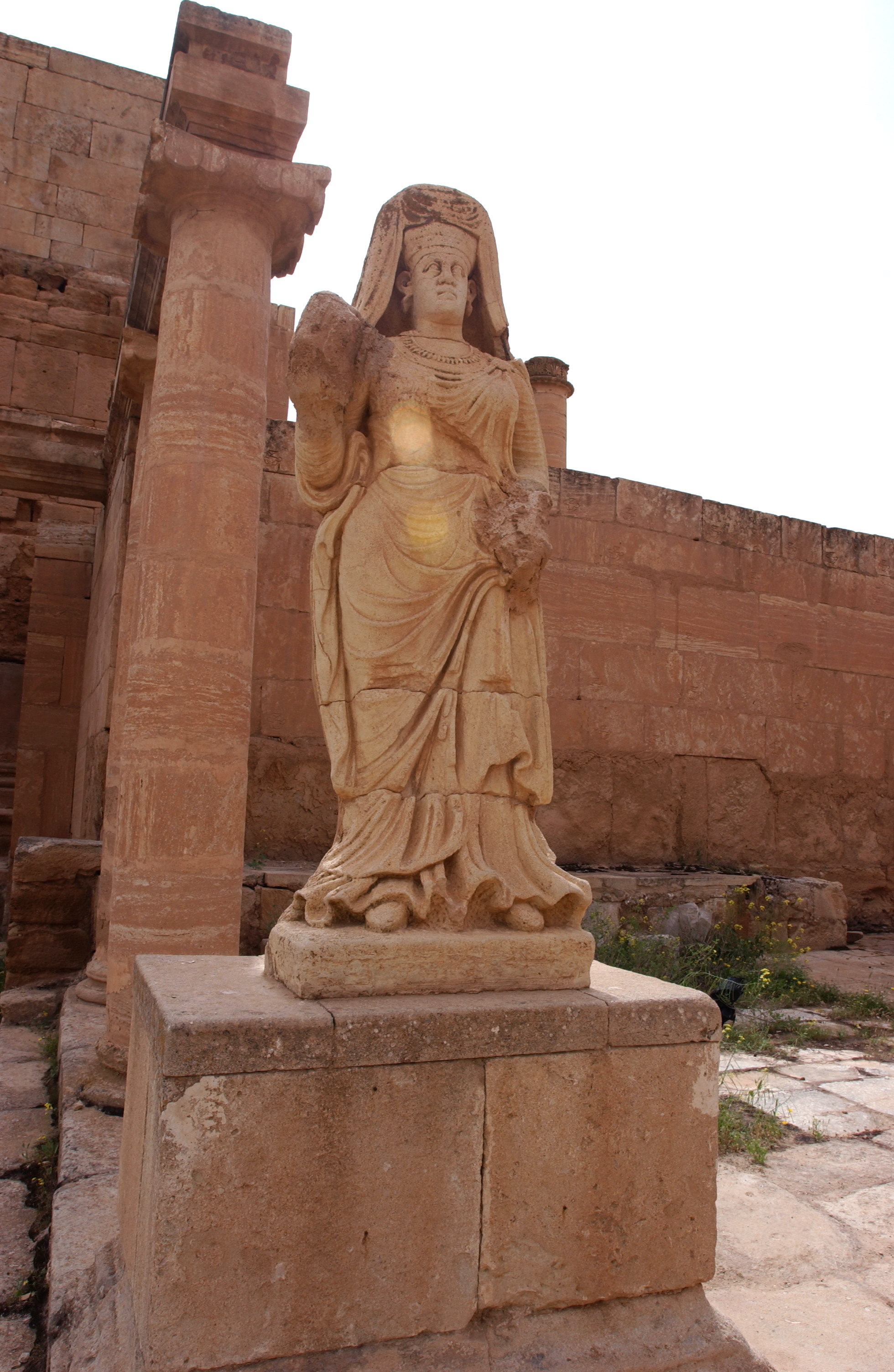
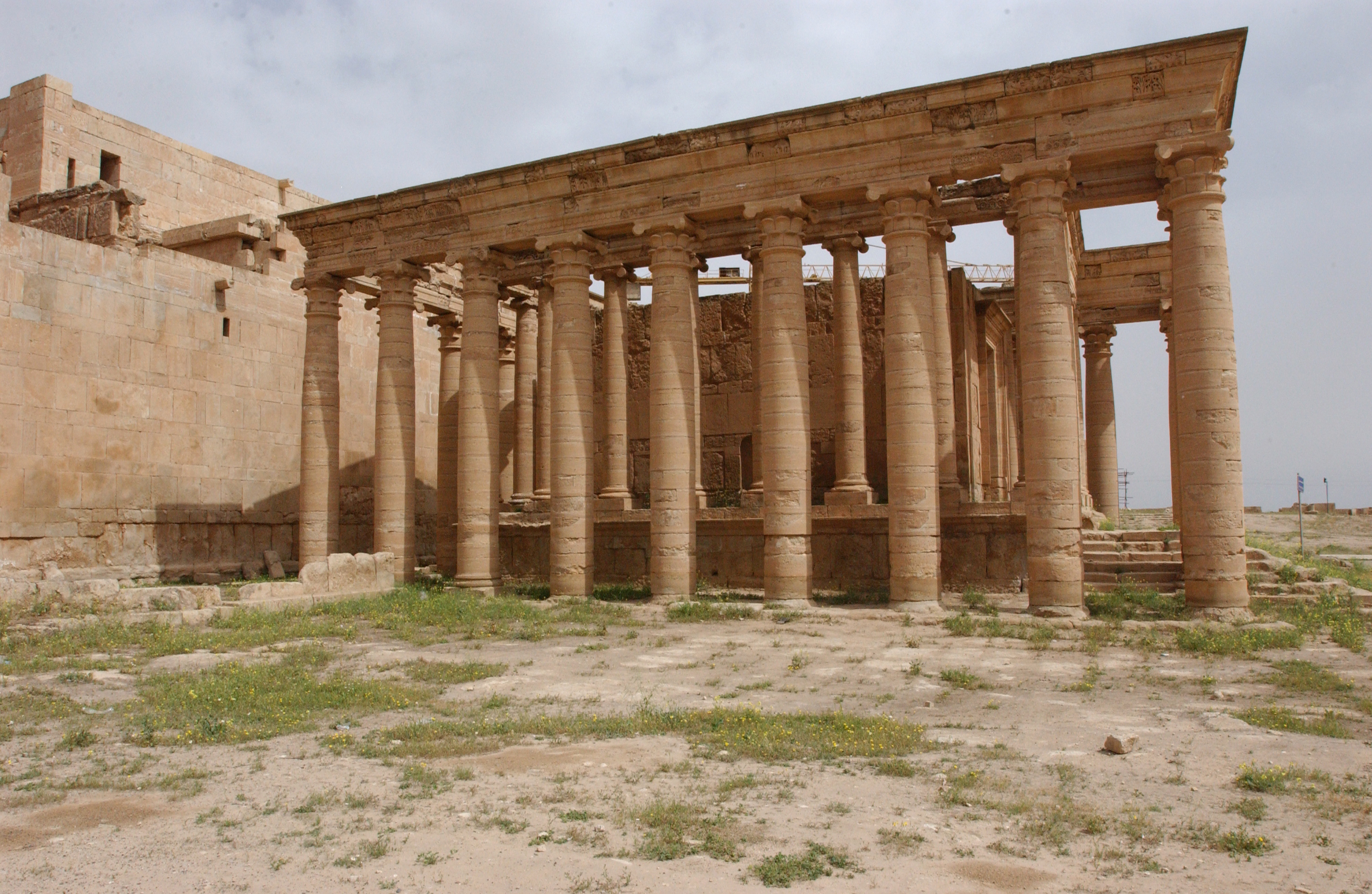
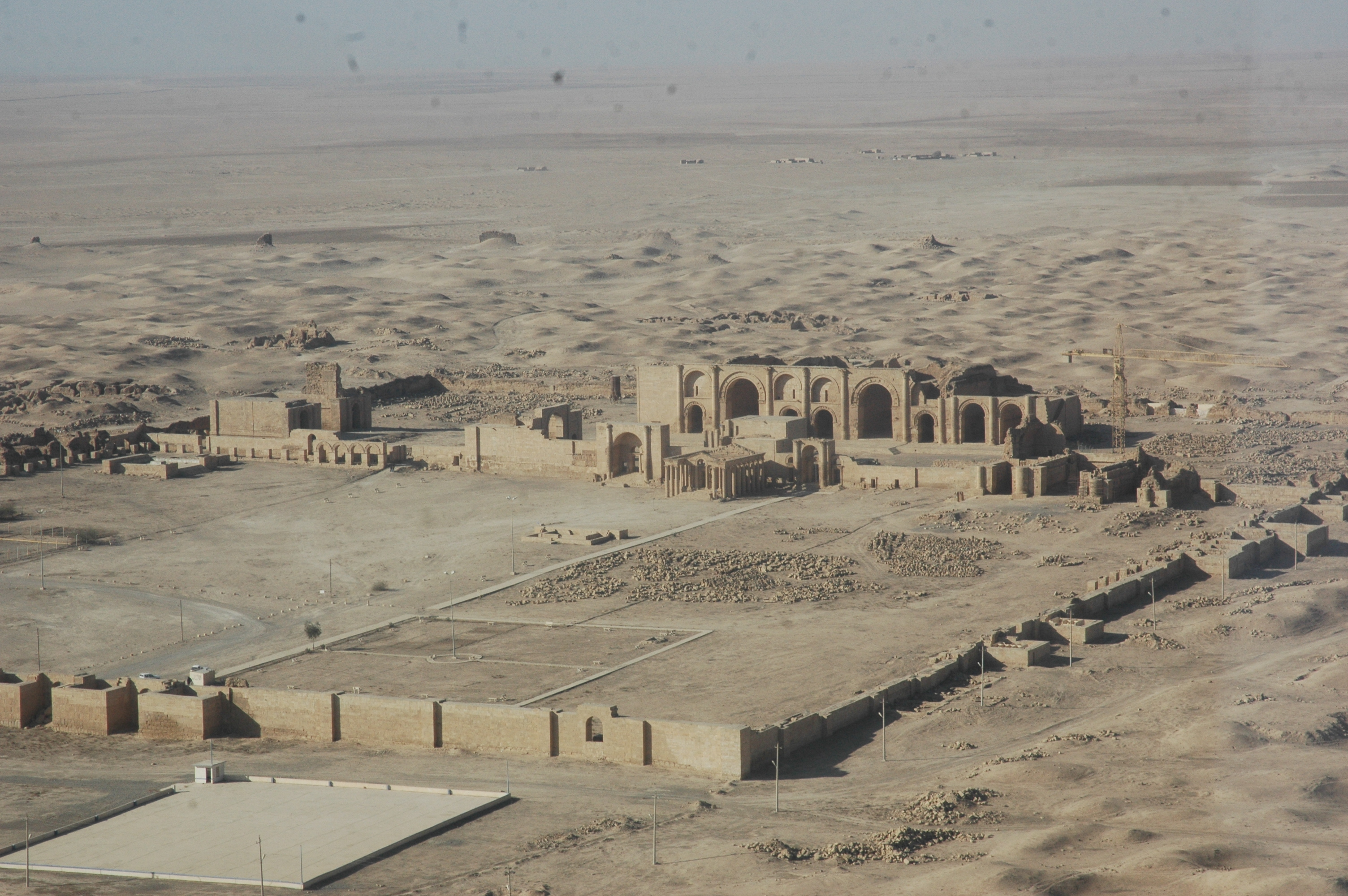
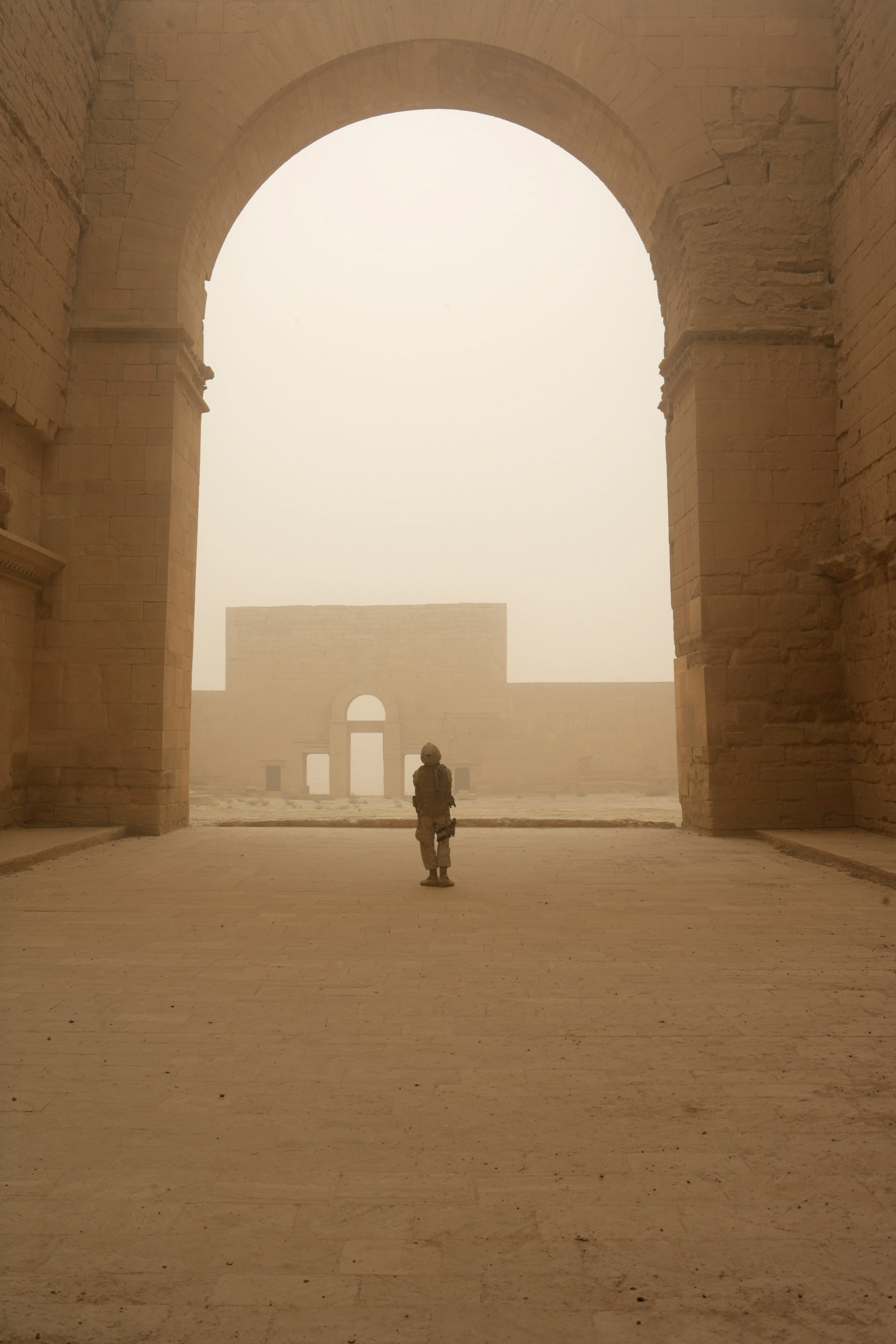
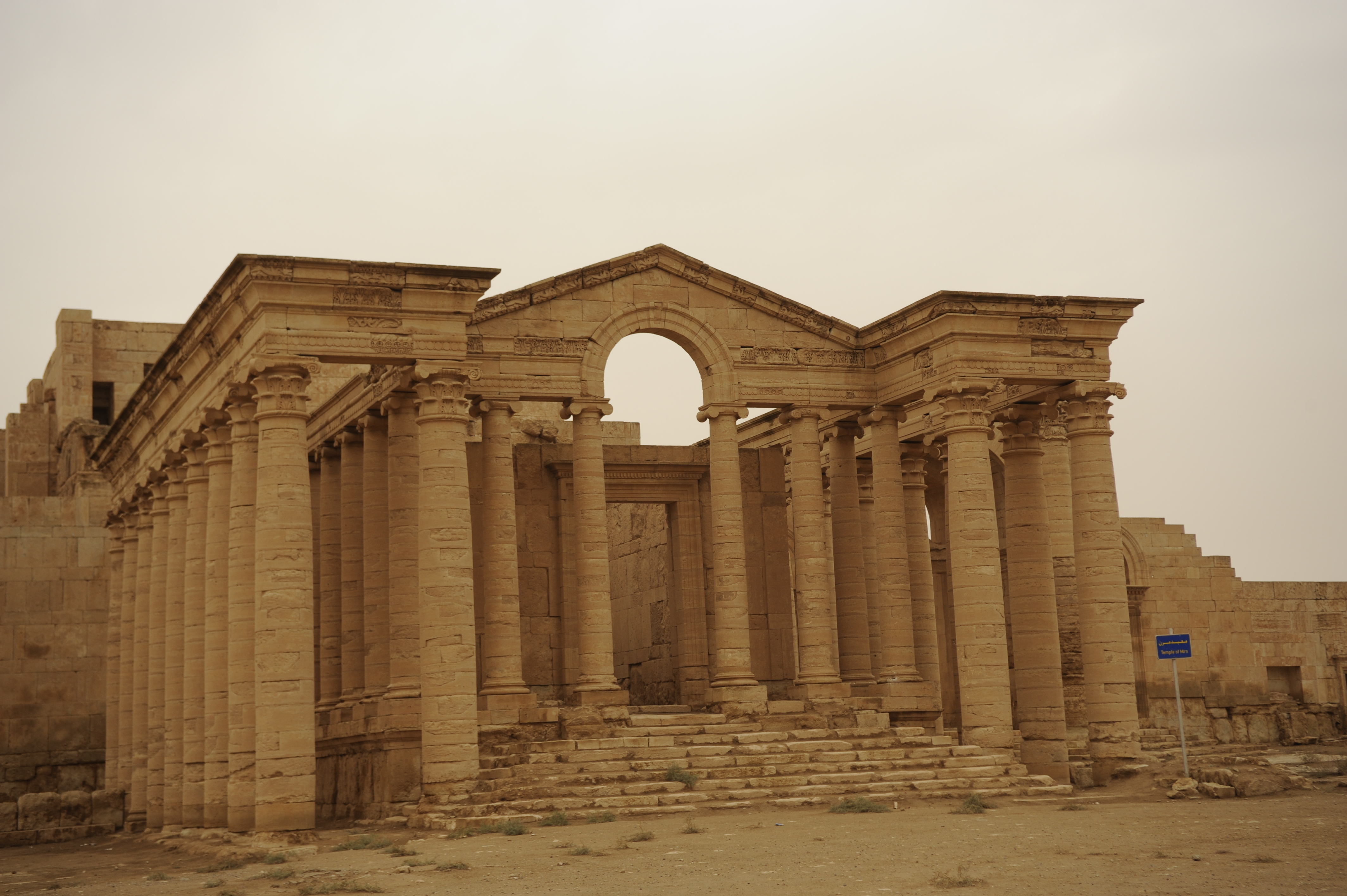
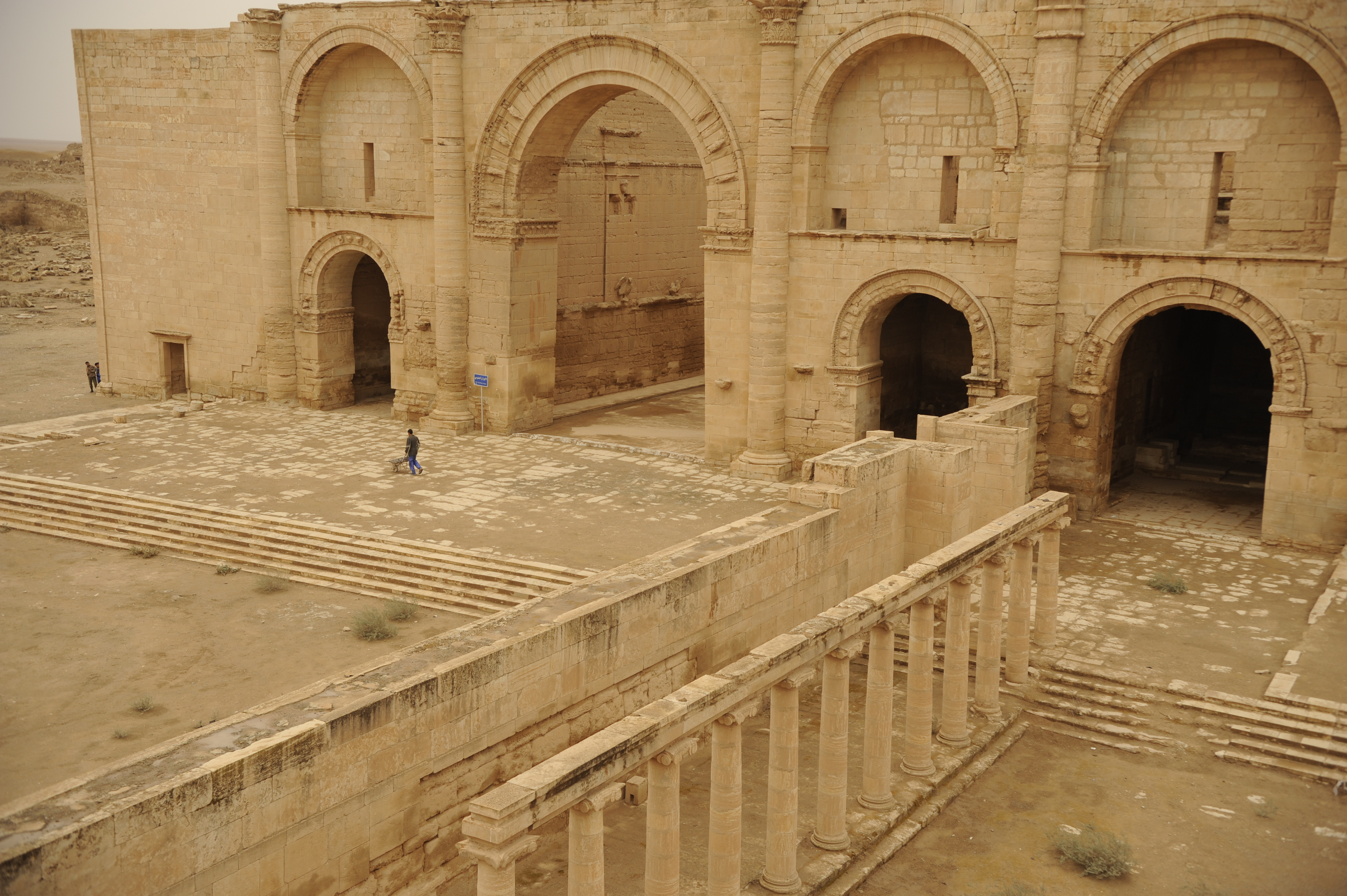
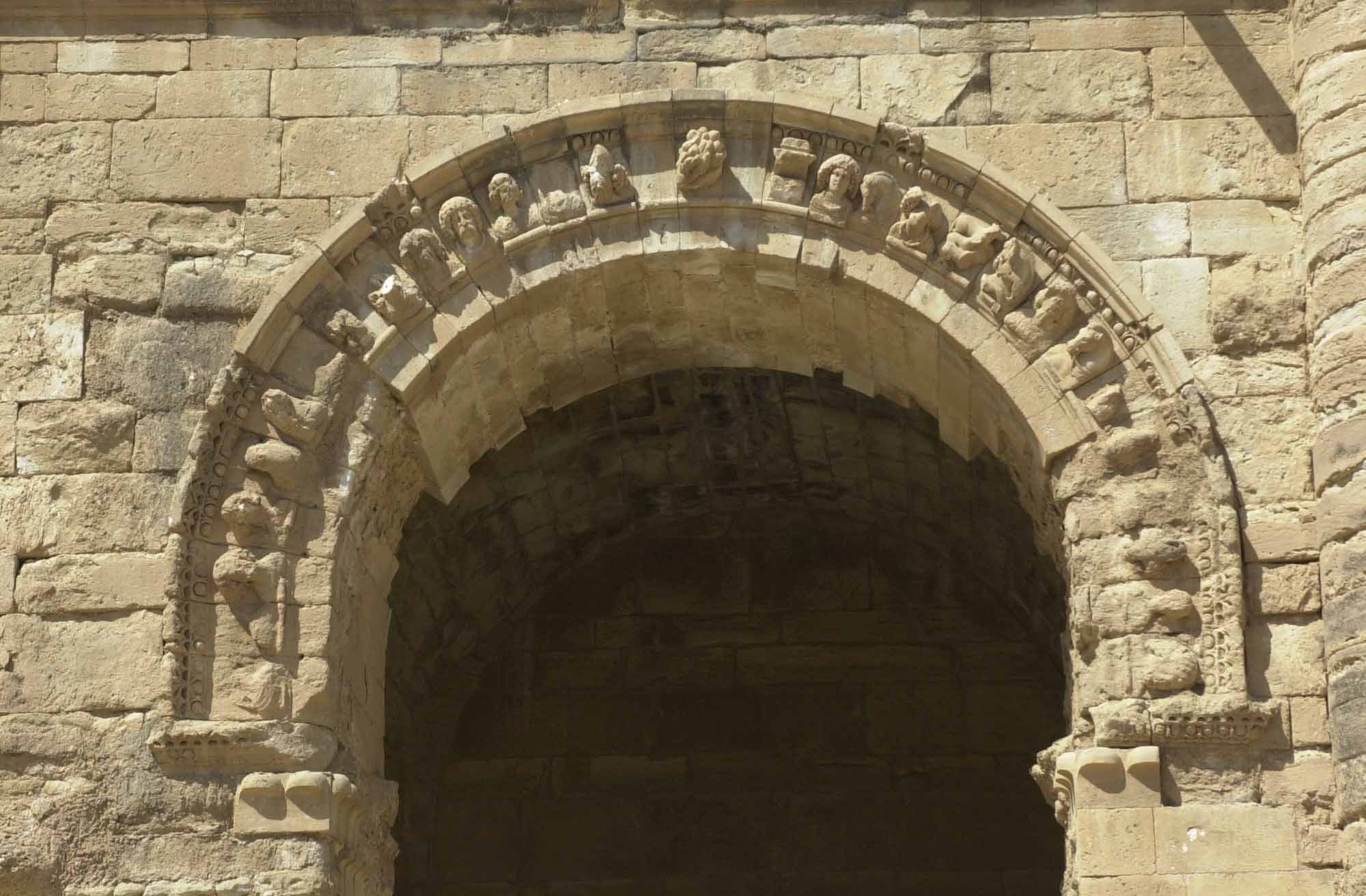